# Pomme (piosenkarka)
Pomme, właściwie Claire Pommet (ur. 2 sierpnia 1996 w Décines-Charpieu) – francuska piosenkarka, muzyk i producent muzyczny.

## Życiorys
Pomme jest córką flecistki i agenta nieruchomości. W wieku sześciu lat zaczęła pisać i komponować piosenki. Mając siedem lat śpiewała w chórze szkolnym. W wieku ośmiu lat uczyła się gry na wiolonczeli. Później przyszedł czas na fortepian, gitarę, banjo, kontrabas, cytrę akordową, vocoder, omnichord, harfę i dzwonki. W wieku szesnastu lat zaczęła występować w różnych barach i knajpach, w Lyon.
W 2017 Pomme razem z wytwórnią płytową, Polydor Records wydała swój pierwszy album, À peu près. Przy pisaniu piosenek na płytę pomógł jej zespół Waxx. Jednak większość utworów napisała sama. W tym samym roku wystąpiła także na scenie grając z Asafem Awidanem, Vianney, Louane Emerą i Benjaminem Biolay.
W swoich piosenkach o miłości wielokrotnie odwołuje się do homoseksualizmu.

## Dyskografia

### Albumy studyjne
- 2017: À peu près
- 2019: Les Failles
- 2022: Consolation

### Reedycjestudyjne
- 2018: À peu près
- 2020: Les Failles cachées
- 2020: Les Failles cachées (wersja Halloween)
- 2023: Consolation (Lot 2)

### EPstudyjne
- 2016: En cavale
- 2018: À peu près – Sessions montréalaises
- 2020: Les Failles cachées
- 2020: Quarantine Phone Sessions

### Single
- 2015: J’suis pas dupe”
- 2015: „En cavale”
- 2015: „Sans toi”
- 2015: „Jane & John”
- 2015: „Je t’emmènerais bien”
- 2017: „Même robe qu’hier”
- 2017: „La Lavande”
- 2017: „De là-haut”
- 2019: „2019”
- 2019: „Je sais pas danser”
- 2019: „Anxiété”
- 2020: „Vide”
- 2020: „Les animaux sont nos amis”
- 2021: „Les Cours d’eau”
- 2021: „À perte de vue”
- 2021: „Itsumo Nando Demo”
- 2021: „Nelly”
- 2022: „Tombeau”
- 2022: „Very Bad”
- 2023: „Un million”
- 2024: „Ma meilleure ennemie”

## Nagrody i wyróżnienia
- 2020: Victoires de la musique za album Les Failles[5],
- 2020: Nagroda główna: Nagroda Franciszka Lemarque za odkrycie,
- 2021: Victoires de la musique za najlepszy album kobiecy 2021 roku[6].